# Isola Strela
L'isola Strela (in russo oстров Стрела, ostrov Strela; in italiano "freccia") è un'isola russa dell'arcipelago di Sedov che fa parte a sua volta dell'arcipelago di Severnaja Zemlja; si trova nel mare di Kara. Amministrativamente fa parte del Tajmyrskij rajon del Territorio di Krasnojarsk, nel Distretto Federale Siberiano.

## Geografia
L'isola è situata nella parte centrale dell'arcipelago di Sedov; si trova 200 m a nord-est della penisola Otdel'nyj (полуостров Отдельный; in italiano "separata") che è la parte orientale dell'isola Srednij. A sud dell'estremità orientale di Strela si trova, a 300 m, l'estrema punta occidentale dell'isola Figurnyj, capo Makedonskogo (мыс Македонского).
Strela misura circa 5 km di lunghezza e 900 m di larghezza; l'altezza massima è di 23 m s.l.m. nella parte centrale una baia, a sud, quasi divide in due l'isola, un'altra baia si trova a sud-est.